# Havrebjerg
Havrebjerg – miasto w Danii, w regionie Zelandia, w gminie Slagelse.